# Kobuleti (distrikt)
Kobuleti (georgiska: ქობულეთის მუნიციპალიტეტი, Kobuletis munitsipaliteti) är ett distrikt i Georgien. Det ligger i regionen Adzjarien, i den västra delen av landet, och har kust mot Svarta havet. Administrativ huvudort är staden Kobuleti.